# Itinerario di Santa Rosalia
L’Itinerarium Rosaliae è il cammino culturale naturalistico religioso dedicato a Santa Rosalia che, in Sicilia, collega i luoghi del suo eremitaggio: l’Eremo di Santo Stefano Quisquina sui Monti Sicani in provincia di Agrigento e il Santuario di Monte Pellegrino a Palermo. 
Il percorso si snoda lungo sentieri, regie trazzere, mulattiere e strade ferrate dismesse, attraversando per circa 200 km i territori di 15 Comuni delle province di Palermo ed Agrigento: Santo Stefano Quisquina, Bivona, Castronovo di Sicilia, Prizzi, Palazzo Adriano, Burgio, Chiusa Sclafani, Contessa Entellina, Bisacquino, Campofiorito, Corleone, Piana degli Albanesi, Altofonte, Monreale, Palermo.
Il cammino, percorribile in 13 tappe mediamente da 20 km, incluso un prologo, fra ambienti incontaminati di grande pregio e aree culturali molto suggestive dalle spiccate peculiarità culturali, interessa le Arcidiocesi di Palermo, di Monreale, di Agrigento e l’Eparchia Greco Albanese di Piana degli Albanesi ed attraversa le seguenti Aree Naturali Protette: “Monte Cammarata”, “Monte Carcaci”, “Monti di Palazzo Adriano e Valle del Sosio”, “Monte Genoardo e Santa Maria del Bosco”, “Bosco della Ficuzza, Rocca Busambra, Bosco del Cappelliere, Gorgo del Drago”, “Serre della Pizzuta”, “Monte Pellegrino” e l'area dell'ex Parco dei Monti Sicani. 

## L’itinerario. Dalle origini agli sviluppi successivi
Il cammino, originariamente disegnato nel 2014 dal Dipartimento di Sviluppo Rurale e Territoriale dell’Assessorato all’Agricoltura dello Sviluppo Rurale e della Pesca Mediterranea della Regione Sicilia, inizialmente comprendeva 14 comuni, era lungo circa 185 km e suddiviso in 9 tappe, ciascuna mediamente di 20-26 km. Per consentirne una migliore fruizione da parte dei pellegrini, nel 2020 e, nuovamente, nel 2025, il tracciato è stato revisionato da Kòrai - Territorio, Sviluppo e Cultura, un’impresa culturale e creativa al femminile, incaricata nel 2018 dall'Arcidiocesi di Palermo del progetto di valorizzazione del cammino, nel ruolo di "Officina Territoriale dell'Itinerarium Rosaliae".
Il cammino naturalistico ha assunto ufficialmente una piena valenza culturale e religiosa il 27 maggio 2020 con il perfezionamento della procedura di riconoscimento del suo aspetto religioso-devozionale mediante la Convenzione “Itinerarium Rosaliae”, siglata tra le Arcidiocesi di Palermo, Agrigento, Monreale e l’Eparchia di Piana degli Albanesi e 4 Assessorati Regionali: l’Assessorato Regionale dell’Agricoltura, dello Sviluppo Rurale e della Pesca Mediterranea, l’Assessorato Regionale del Territorio e dell’Ambiente, l’Assessorato Beni Culturali e dell’Identità Siciliana e l’Assessorato Turismo Sport e Spettacolo. 
Kòrai, dapprima come segreteria del tavolo interistituzionale costituitosi con la convenzione e successivamente come ente di governance incaricato, ha revisionato il tracciato e ridefinito le tappe, coinvolgendo attivamente i territori attraversati con la costituzione delle equipe territoriali in ogni borgo del cammino, la creazione dell’Associazione Itinerarium Rosaliae, che raccoglie i 15 Comuni del Cammino, e la costituzione di un Comitato Tecnico Scientifico di esperti a supporto. La cooperativa ha, inoltre, creato il sito web del Cammino e la Charta Peregrini; ne ha curato l'inserimento del Cammino nell'Atlante Regionale dei Cammini, nel Catalogo dei cammini religiosi italiani e anche l'ingresso tra i Cammini della Fede della CEI. Ha reso l'Itinerarium Rosaliae partner dei progetti europei rurAllure e TExTOUR e ne ha promosso alcune pubblicazioni internazionali sul progetto di comunità e di gestione e promozione in corso. Attualmente è in fase di progettazione la nuova segnaletica del cammino e l'allestimento multimediale che illustrerà il cammino di S.Rosalia all'interno dell'Oratorio Quaroni, sede del Museo diffuso urbano rosaliano nella città di Palermo.